# جاينن روبنسون
جاينن روبنسون (بالإنجليزية: Jeanne Robinson)‏‏ (30 مارس 1948 في بوسطن - 30 مايو 2010 ) روائية، ومصممة رقص، وكاتبة خيال علمي من كندا.